# パラダイスガール
パラダイスガール（ParadiseGirl）は、愛知県で発行されたパチンコ・スロット情報誌『シティパラダイス』のイメージモデルユニット。

## 概要
赤いコスチュームを着用した「パラダイスガール」と、白いコスチュームを着た「パラダイスモデル」の2つに分類される。「パラダイスガール」は数名からなる専属モデルユニットで、「パラダイスモデル」はモデル一人一人のことを指す。どちらもまとめて「パラダイスガール』と呼ばれている。関西では「パラッ娘」とも呼ばれていた。
第2期メンバーの『パラダイスガール2009』が始動して以来、初期『パラダイスガール2008』メンバーは「パラダイスソロプロジェクト」として活動している。